# 新民说

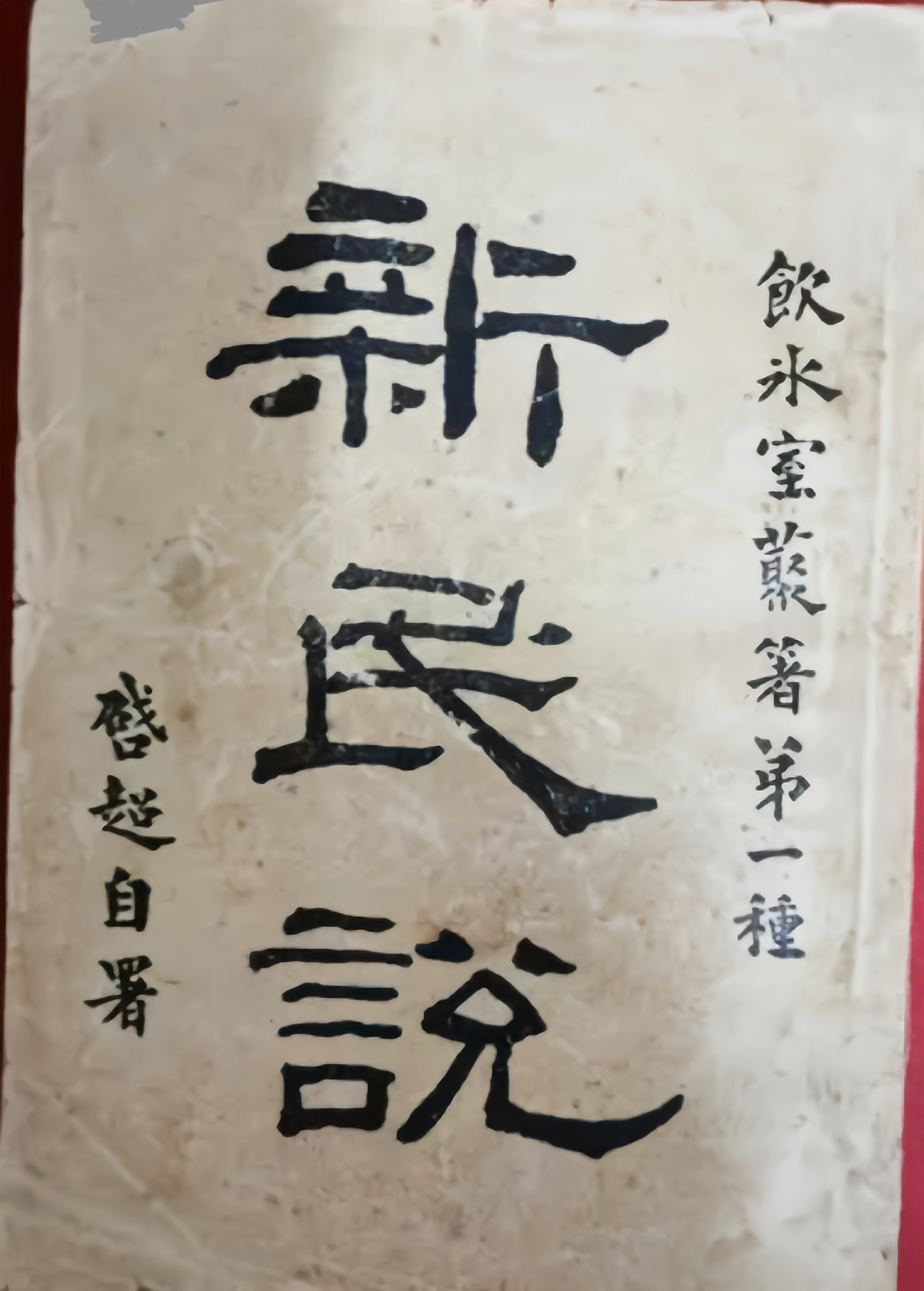
新民说刊面

《新民说》是梁启超在清光绪二十八年（1902年）至三十二年（1906年），用“中国之新民”的笔名，发表在《新民叢報》上的二十政论文章。1916年部分收入《饮冰室文集》；1936年收入中华书局出版的《饮冰室合集》，同年并出版单行本《新民说》。《新民说》的主要期望喚起中國人民的自覺，要從帝國時代皇帝的臣民，轉化為現代國家的國民，並講述現代國民所應有的條件和準則，在二十世纪中国起了启蒙作用。
梁启超在在文中引用了1896年10月17日英国人在《字林西报》《中国实情》中（源自《伦敦学校学报》）文字：“夫中国——东方病夫也，其麻木不仁久矣。”。